# United Hockey League
La United Hockey League (UHL) est une ligue professionnelle de hockey sur glace composée d'équipes évoluant aux États-Unis. Les quartiers généraux de la ligue étaient situés dans la ville de Lake St-Louis au Missouri, une banlieue de la cité métropolitaine de Saint-Louis.
Formée en 1991 sous le nom de Colonial Hockey League, elle possédait des équipes à Brantford en Ontario ; Détroit, et Flint au Michigan ; ainsi que St-Thomas et Thunder Bay en Ontario. La ligue changea son nom pour devenir la United Hockey League au cours de la saison 1997-1998. En 2007, elle change de nom pour devenir la Ligue internationale de hockey.

## Équipes participant à la saison 2006-2007 dernière saison de l'UHL
(affiliations officielles entre parenthèses)

### Association de l'Est
- Jackals d'Elmira
- Generals de Flint
- Wings de Kalamazoo
- Fury de Muskegon (Griffins de Grand Rapids)
- Flags de Port Huron

### Association de l'Ouest
- Prairie Thunder de Bloomington
- Hounds de Chicago
- Komets de Fort Wayne
- Mallards de Quad City
- IceHogs de Rockford (Admirals de Milwaukee, Predators de Nashville)

## Gagnants de la Coupe Coloniale
La Coupe Coloniale est attribuée aux champions annuels des séries éliminatoires. Le nom « Coupe Coloniale » a toujours été conservé depuis que la ligue se nomme « Colonial Hockey League ». Les champions de la Coupe Coloniale furent :
- 2007 - IceHogs de Rockford
- 2006 - Wings de Kalamazoo
- 2005 - Fury de Muskegon
- 2004 - Fury de Muskegon
- 2003 - Komets de Fort Wayne
- 2002 - Fury de Muskegon
- 2001 - Mallards de Quad City
- 2000 - Generals de Flint
- 1999 - Fury de Muskegon
- 1998 - Mallards de Quad City
- 1997 - Mallards de Quad City
- 1996 - Generals de Flint
- 1995 - Senators de Thunder Bay
- 1994 - Senators de Thunder Bay
- 1993 - Smoke de Brantford
- 1992 - Thunder Hawks de Thunder Bay

## Équipes disparues
| - Frostbite de l'Adirondack 2004-2006 - IceHawks de l'Adirondack 1997-2004, devenus le Frostbite de l'Adirondack - Smoke d'Asheville 1998-2002 - Xpress de Arctic 2000-2001 (ne participe pas), devenu les Xpress de Canton - Icemen de B.C. 1997-2002 - Smoke de Brantford 1991-1998, devenu le Smoke d'Asheville - Ice Patrol de Canton 29 janvier 2002-2002 (ne participe pas), devenu les Beacons de Port Huron - Xpress de Canton 2001-28 janvier 2002 (ne participe pas), devenu les Ice Patrol de Canton - Wheels de Chatham 1992-1994, devenus les Wheels de Saginaw - Stars de Columbus 2003- 9 janvier 2004 - Trashers de Danbury 2004-2006 - Ice Bandits de Dayton 1996-1997, devenus les Prowlers de Mohawk Valley - Falcons de Detroit 1992-1996 - Bulldogs de Flint 1991-1993, devenus les Bulldogs de Utica - Indiana UHL Ice 2006 - Outlaws de Kansas City 2004-2005 - Speed de Knoxville 1999-2002 - Wildcats de London 1994-1995, devenus l'Ice Bandits de Dayton - Kodiaks de Madison 1999-2000, devenus les Wings de Kalamazoo - Monsters de Madison 1996-1999, devenus les Speed de Knoxville - Falcons de Michigan 1991-1992, devenus les Falcons de Détroit - River Otters du Missouri 1999-2006 - Prowlers de Mohawk Valley 1998-2001 - Mechanics de Motor City 2004-2006 | - Knights de New Haven 2000-2002 - Gears de l'Ohio 20 décembre 1999-2000, devenus l'Xpress de Arctic - Beacons de Port Huron 2002-2005, devenus les Vipers de Roanoke Valley - Border Cats de Port Huron 1996-2002 - RiverDogs de Richmond 2003-2006, devenus les Hounds de Chicago - Vipers de Roanoke Valley 2005-2006 - Gears de Saginaw 1998-19 décembre 1999, devenus les Gears de l'Ohio - LumberKings de Saginaw 1996-1998, devenus les Gears de Saginaw - Wheels de Saginaw 1994-1996, devenus les LumberKings de Saginaw - Wildcats de St. Thomas 1991-1994, devenus les Wildcats de London - Senators de Thunder Bay 1993-1996, devenus les Thunder Cats de Thunder Bay - Thunder Cats de Thunder Bay 1996-1999, devenus les IceHogs de Rockford - Thunder Hawks de Thunder Bay 1991-1993, devenus les Senators de Thunder Bay - Bulldogs d'Utica 1993-1994 - Blizzard d'Utica 1994-1997 - Windsor UHL Spitfire 2006 - IceHawks de Winston-Salem 1997-1999, devenus les IceHawks de l'Adirondack |